# HD151533
HD151533 — хімічно пекулярна зоря спектрального класу F5, що має видиму зоряну величину в смузі V приблизно  8,9.
Вона  розташована на відстані близько 2380,7 світлових років від Сонця.